# Scoliosebrace
Een scoliosebrace of scoliosekorset is een korset dat tot doel heeft bij patiënten die in de groei zijn een zijdelingse verkromming van de wervelkolom (scoliose) te corrigeren.

## Indicaties en bijwerkingen
Het korset moet voorkomen dat de bocht van de rug verder toeneemt en aldus een operatie overbodig maken. Een korset wordt aanbevolen bij een progressieve (in de tijd toenemende) bocht van meer dan 25 graden; bij 40-45 graden is een operatie nodig. Van elke 100.000 kinderen hebben er 250 een brace nodig en 25 een operatie.
Bij heel jonge kinderen kan het korset ook gebruikt worden om tijd te kopen: door de progressie van de ziekte te vertragen, kan de operatie worden uitgesteld tot de groei verder gevorderd is. Soms wordt een korset voorgeschreven als pijnbestrijding, bijvoorbeeld als bij een oudere scoliosepatiënt de ribbenboog het bekken raakt. Het dragen van een korset brengt emotioneel en lichamelijk ongemak met zich mee. Bewegen wordt moeilijker, doordat het korset druk uitoefent op de buik en de ademhaling bemoeilijkt. Gewichtsverlies komt nogal eens voor. 

## Uitvoeringen

### Bostonbrace
De bostonbrace is een lichtgewicht, symmetrisch, kunststof korset dat door middel van pelottes druk uitoefent op de ribben en zo de zijdelingse bocht, de scoliose, en de draaiing van de wervelkolom, de torsie, tracht te voorkomen. Meestal wordt het korset aangebracht van de stoel tot boven de schouderbladen; bochten in de nek en een afwijkende stand van de heupen kunnen er niet mee worden tegengegaan. Het korset moet 20-23 uur per etmaal worden gedragen.

### Chêneaubrace
In 1978 werd de chêneaubrace geïntroduceerd, die net zo effectief is, maar gemakkelijker te dragen is. Hij wordt aangemeten met behulp van CAD/CAM. Dit korset moet minstens 16 uur, maar liever 23 uur per etmaal worden gedragen. Het is nog niet voor alle krommingen geschikt.

### Milwaukeebrace
Ooit was de milwaukeebrace het meest gedragen scoliosekorset. Het bestaat uit een harnas ter hoogte van de heupen, een stalen staaf die naar een kinondersteuner loopt, en een paar pelottes die daar tussenin druk uitoefenen op de grootste bochten. De milwaukeebrace wordt nog gebruikt als de bocht heel hoog in de wervelkolom zit. Ook dit hulpmiddel moet 20-23 uur per etmaal worden gedragen.

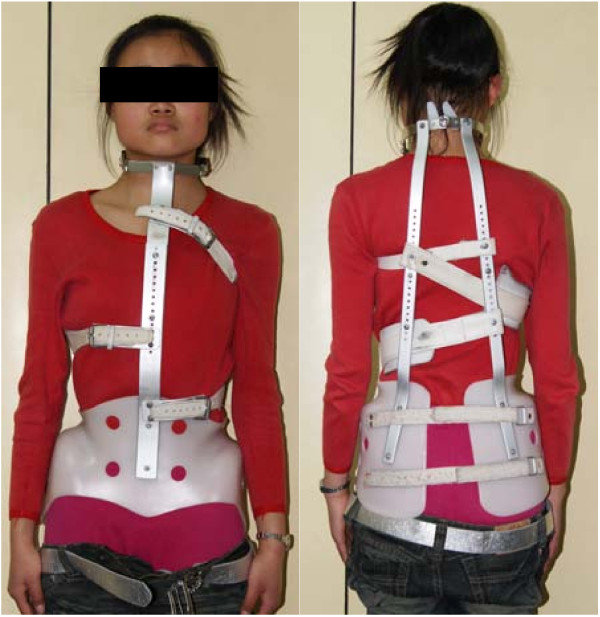
Een milwaukeebrace